# Chi Dừa cạn Madagascar
Chi Dừa cạn Madagascar (danh pháp khoa học: Catharanthus) là một chi của 8 loài cây thân thảo sống lâu năm, trong số này 7 là đặc hữu của Madagascar. Trong thực tế, các loài trong chi này chia sẻ cùng một tên gọi chung (dừa cạn) với các loài trong chi Vinca (dừa cạn châu Âu).

## Danh sách các loài
- Catharanthus coriaceus Markgr. - Dừa cạn lá cứng
- Catharanthus lanceus (Bojer cũ A.DC.) Pichon - Dừa cạn lá kiếm
- Catharanthus longifolius (Pichon) Pichon - Dừa cạn lá thuôn
- Catharanthus makayensis L. Allorge, Phillipson & Razakamal - Dừa cạn Makay
- Catharanthus ovalis Markgr. - Dừa cạn tròn
- Catharanthus pusillus (Murray) G.Don - Dừa cạn Ấn Độ
- Catharanthus roseus (L.) G.Don - Dừa cạn, Trường xuân hoa, Hải đằng, Bông dừa
- Catharanthus scitulus (Pichon) Pichon - Dừa cạn hoa tím
- Catharanthus trichophyllus (Baker) Pichon - Dừa cạn lá nhám

## Trồng và sử dụng

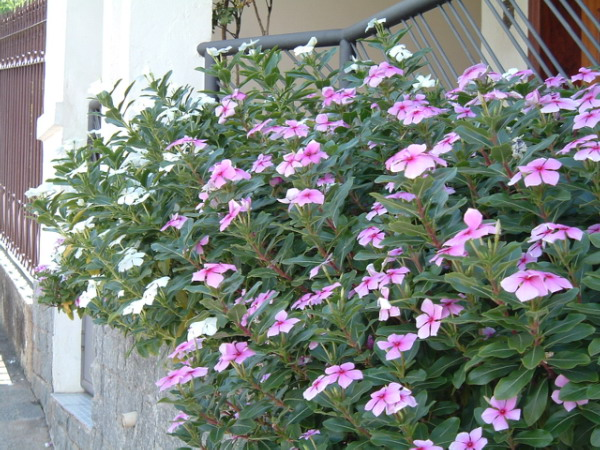
Catharanthus roseus trồng tại Brasil.

Một loài, C. roseus, đã được trồng ở nhiều nơi ngoài khu vực bản địa của nó và trở thành loài xâm hại trong một vài khu vực. Nó là loài cây chịu được điều kiện khô hạn và nghèo dinh dưỡng, được trồng phổ biến để làm cảnh trong một số khu vườn ở khu vực cận nhiệt đới và nhiệt đới, những khu vực mà nhiệt độ không bao giờ xuống dưới 5 °C (41 °F), cũng như ở khu vực ôn đới trong mùa nóng ấm. Nó đáng chú ý vì có thời kỳ ra hoa khá dài, trong suốt cả năm ở khu vực nhiệt đới và từ mùa xuân tới cuối mùa thu ở khu vực có khí hậu ôn đới ấm. Loài này ưa thích các loại đất được tưới tiêu nước tốt và nhiều nắng, nhưng lại khá nhạy cảm với độ ẩm ướt cao (có thể dễ bị bệnh nấm hay tàn rụi lá). Nó phát triển từ chậm tới vừa phải, nhưng do không có kẻ thù tự nhiên nên nó không bị cản trở trong phát triển. Các giống ban đầu là các loại cây thấp và là dạng bò/leo; còn các giống gần đây có thể cao tới 30 cm. Các giống với hoa màu đỏ, đào, hoa cà hay cam-đỏ cũng đã được tạo ra.
Các loài dừa cạn Madagascar tự nhân giống từ hạt; các hạt cần một thời gian hoàn toàn nằm trong bóng tối để nảy mầm. Các cành giâm từ các cây trưởng thành cũng rất dễ dàng ra rễ.

## Dược phẩm

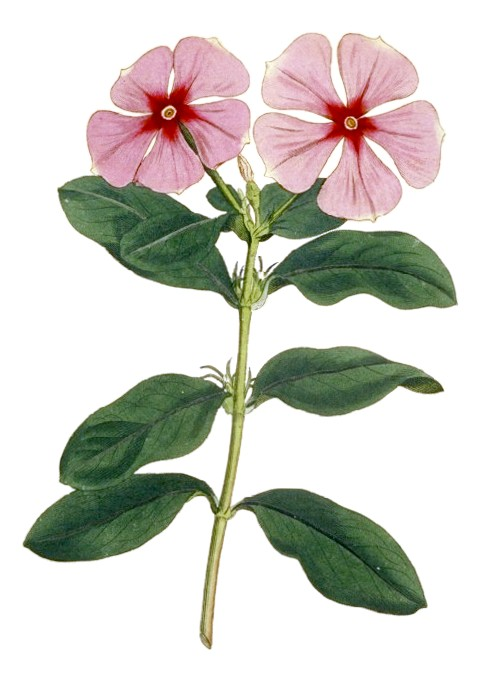
Minh họa của lá và hoa loài C. roseus

C. roseus đã thu được sự quan tâm từ công nghiệp dược phẩm; các loại ancaloit như vincristin và vinblastin thu được từ nhựa của nó thể hiện tính hiệu quả trong điều trị bệnh bạch cầu. Mặc dù nhựa dừa cạn là chất độc nếu ăn phải, nhưng khoảng 70 loại ancaloit hữu ích đã được phát hiện ra từ nó. Tại Madagascar, dịch chiết đã được sử dụng trong thời gian vài trăm năm trong y học dân tộc để điều trị bệnh đái đường, cầm máu, thuốc an thần, hạ huyết áp cũng như làm chất tẩy uế. Tuy nhiên, dịch chiết có thể gây ra các hiệu ứng phụ, chẳng hạn như rụng tóc.
Các ancaloit Vinca là các tác nhân chống phân bào có tơ và chống vi quản. Ngày nay, chúng được sản xuất bằng phương pháp tổng hợp và được sử dụng làm thuốc trong các liệu pháp chống ung thư cũng như làm thuốc ngăn chặn miễn dịch. Các hợp chất này bao gồm vinblastin, vincristin, vindesin và vinorelbin. Các chất chiết từ dừa cạn và các dẫn xuất, như vinpocetin, cũng được sử dụng như là thuốc bồi bổ trí óc.